# Kemokin
Kemokíni so kemotaktični citokini majhnih molekul (8–10 kD), ki vzbujajo in privlačijo določene vrste levkocitov, njihovo izločanje pa izzoveta interlevkin 1 in tumorje nekrotizirajoči faktor α. Doslej so identificirali več kot 40 različnih kemokinov pri ljudeh.

## Funkcija
Kemokini aktivirajo specifične z beljakovino G sklopljene receptorje, s čimer se med drugim sproži migracija vnetnih in nevnetnih celic v ustrezno tkivo. Določeni kemokini so konstitutivni, torej se stalno izločajo v določenih količinah, in skrbijo za homeostazo telesa. Taki kemokini, na primer, usmerjajo limfocite v limfna tkiva, nadzirajo imunski sistem ... Drugi kemokini so vnetni in se proizvajajo v celicah, le ko pride do okužbe ali ko je prisoten provnetni dražljaj. Taki kemokini spodbudijo migracijo levkocitov v poškodovano ali okuženo tkivo, sprožijo imunski odgovor ter spodbudijo celjenje.

## Podvrste
Kemokine razvrščajo v štiri skupine glede na štiri cisteinske aminokislinske ostanke v strukturi njihovih molekul, ki med seboj tvorijo disulfidne vezi. Tako poznamo kemokine CXC ali kemokine α (med prvima dvema cisteinoma se nahaja druga aminokislina), kemokine CC ali kemokine β (prva dva cisteina sta neposredna soseda), kemokine CX3C ali kemokine γ (med obema cisteinoma so 3 druge aminokisline) in kemokine C ali kemokine δ (vsebujejo le dva cisteina, ne štirih).